# Открытый чемпионат Каира по теннису
Открытый чемпионат Каира (англ. Cairo Open) — мужской международный профессиональный теннисный турнир, проходивший в Каире (Египет) с 1975 по 1991 год. До 1982 года турнир входил в серию турниров Гран-при, а с 1983 года в серию турниров ATP Challenger. Большую часть своей истории Открытый чемпионат Каира проходил в конце зимы или весной на грунтовых кортах, за исключением последнего года проведения, когда он был перенесён на осень и игрался на хардовых кортах. Последний Открытый чемпионат Каира предлагал призовой фонд в размере 100 тысяч долларов при турнирной сетке, рассчитанной на 32 игрока в одиночном разряде и 16 пар.
После перерыва турниры ранга ATP Challenger в Каире были возобновлены в 1996 году и проводились до 2000 года, а затем также в 2002 и 2010 годах.

## Победители и финалисты
За период, когда Открытый чемпионат Египта разыгрываля в качестве турнира Гран-при, никому не удавалось выиграть его дважды в одиночном разряде (хозяин корта Исмаил эль-Шафей стал в это время трёхкратным чемпионом в паре с тремя разными партнёрами). Француз Франсуа Жоффре стал единственным, кто дважды играл в одиночном разряде в финале (одна победа и одно поражение). После того, как турнир был понижен в ранге, испанец Фернандо Луна сумел стать двукратным чемпионом в одиночном разряде, его соотечественник Хорди Арресе по разу первенствовал в одиночном и парном разрядах и ещё двое теннисистов стали двукратными чемпионами в парах (причём американец Дрю Гитлин свою первую победу одержал ещё в турнире Гран-при).
Эль-Шафей был единственным представителем страны-организатора, пробивавшимся в Каире в финал; это положение не изменилось даже после того, как состав участников турнира стал менее представительным. Представителей СССР среди финалистов каирского турнира с момента превращения его в профессиональный не было.
| Год  | Победитель         | Финалист              | Счёт в финале      |
| ---- | ------------------ | --------------------- | ------------------ |
| 1975 | Мануэль Орантес    | Франсуа Жоффре        | 6-0, 4-6, 6-1, 6-3 |
| 1976 | Не проводился      | Не проводился         | Не проводился      |
| 1977 | Франсуа Жоффре     | Франк Геберт          | 6-3, 7-5, 6-4      |
| 1978 | Хосе Игерас        | Челль Юханссон        | 4-6, 6-4, 6-4      |
| 1979 | Петер Файгль       | Карлус Кирмайр        | 7-5, 3-6, 6-1      |
| 1980 | Коррадо Барадзутти | Паоло Бертолуччи      | 6-4, 6-0           |
| 1981 | Гильермо Вилас     | Петер Эльтер          | 6-2, 6-3           |
| 1982 | Брэд Дрюэтт        | Клаудио Панатта       | 6-3, 6-3           |
| 1983 | Хенрик Сундстрём   | Хуан Авенданьо        | 6-7, 6-2, 6-0      |
| 1984 | Фернандо Луна      | Марк Диксон           | 6-4, 6-2           |
| 1985 | Фернандо Луна (2)  | Тревор Аллан          | 6-3, 6-4           |
| 1986 | Не проводился      | Не проводился         | Не проводился      |
| 1987 | Альберто Тоус      | Давид де Мигель       | 6-2, 6-3           |
| 1988 | Хорди Арресе       | Карлос ди Лаура       | 7-6, 6-2           |
| 1989 | Серхи Бругера      | Хорди Арресе          | 6-7, 6-4, 6-4      |
| 1990 | Томас Мустер       | Хосе Франсиско Альтур | 6-4, 6-3           |
| 1991 | Брайан Шелтон      | Якко Элтинг           | 7-6, 7-6           |

### Парный разряд
| Год  | Победители                        | Финалисты                         | Счёт в финале |
| ---- | --------------------------------- | --------------------------------- | ------------- |
| 1975 | Не проводился                     | Не проводился                     | Не проводился |
| 1976 | Не проводился                     | Не проводился                     | Не проводился |
| 1977 | Джон Бартлетт Джон Маркс          | Пат Дюпр Крис Льюис               | 7-5, 6-1, 6-3 |
| 1978 | Брайан Фэрли Исмаил эль-Шафей     | Лито Альварес Джордж Харди        | 6-3, 7-5, 6-2 |
| 1979 | Питер Макнамара Пол Макнами       | Ананд Амритрадж Виджай Амритрадж  | 7-5, 6-4      |
| 1980 | Том Оккер Исмаил эль-Шафей (2)    | Кристоф Фрейсс Бернар Фриц        | 6-3, 3-6, 6-3 |
| 1981 | Балаж Тароци Исмаил эль-Шафей (3) | Паоло Бертолуччи Джанни Оклеппо   | 6-7, 6-3, 6-1 |
| 1982 | Джим Гёрфейн Дрю Гитлин           | Маркус Гюнтхардт Хайнц Гюнтхардт  | 6-4, 7-5      |
| 1983 | Бродерик Дайк Роб Фроли           | Брэд Дрюэтт Джон Фивер            | 6-3, 6-2      |
| 1984 | Дрю Гитлин (2) Бретт Дикинсон     | Тим Уилкисон Марсель Фримен       | 7-5, 6-3      |
| 1985 | Ананд Амритрадж Ллойд Борн        | Тревор Аллан Альберто Тоус        | 6-4, 2-6, 7-5 |
| 1986 | Не проводился                     | Не проводился                     | Не проводился |
| 1987 | Лоис Курто Торе Майнеке           | Хорди Арресе Давид де Мигель      | 2-6, 7-6, 6-4 |
| 1988 | Цирил Сук Йозеф Чигак             | Роберто Аргуэльо Марсело Ингарамо | 6-3, 6-2      |
| 1989 | Хорди Арресе Томас Карбонель      | Карлос Коста Франсиско Ройг       | 7-6, 6-3      |
| 1990 | Томаш Анзари Давид Рикл           | Эдуардо Массо Кристиан Миниусси   | 6-3, 6-7, 7-5 |
| 1991 | Мартин Дамм Давид Рикл (2)        | Байрон Блэк Маркос Ондруска       | 6-2, 6-3      |